# Leonel Morales
Leonel Morales (Coripata, 2 de Setembro de 1988) é um futebolista profissional boliviano que atua como zagueiro, atualmente defende o Blooming.

## Carreira
Leonel Morales se profissionalizou no Universitario de Sucre.

## Carreira internacional
Morales fez sua estréia para a Bolívia em um jogo amigável em outubro de 2014 contra o Chile. Ele representou o seu país em 2 jogos de qualificação do Campeonato do Mundo e na Copa América de 2015.